# 日萬奇克河 (烏什齊亞河支流)
日萬奇克河（羅馬化：Zhvanchyk）是烏克蘭西部赫梅利尼茨基州的河流，屬於烏什齊亞河的支流，河道全長29公里，流域面積99平方公里，發源自雷塞茨西南面，河口處在舊烏希察。